# Flughafen Qualicum Beach

i7
i11
i13
Der Flughafen Qualicum Beach Airport (IATA-Code: XQU, TC-LID: CAT4) befindet sich im Süden von Qualicum Beach auf Vancouver Island, in der kanadischen Provinz British Columbia. Der Flughafen ist rund um die Uhr geöffnet, aufgrund hochstehender Bäume in der Umgebung wird jedoch ein nächtlicher Anflug nur den Piloten geraten, die sich an diesem Flugplatz auskennen.

## Start- und Landebahn
Beim Anflug auf den Flughafen stehen folgende Navigations- und Landehilfen zur Verfügung: NDB
- Landebahn 11/29, Länge 1086 m, Breite 22 m, Asphalt[1]

## Service
Am Flughafen sind folgende Flugbenzinsorten erhältlich:
- AvGas  (100LL)

## Fluglinien
- KD Air[2]
- Orca Airways (Vancouver International)[3]
- Qualicum Flight Center (Rentals, Training, Charters)